# Graham Robson
Graham Robson (1936–2021) war ein britischer Motorjournalist und früherer Teamleiter im Automobilsport.
Robson war 1962 bis 1966 Leiter des Motorsportprogramms der britischen Automobilmarke Triumph. In dieser Funktion war er Nachfolger von Ken Richardson. Unter Robsons Regie fiel die Entscheidung, vom Triumph TR4 und TRS im Motorsport auf den sehr viel leichteren Triumph Spitfire umzusteigen. Mit dieser Entscheidung gab man zwar die Chancen auf Gesamtsiege bei Rundstreckenrennen und Rallyes auf, hatte aber stattdessen ein in seiner kleinen Hubraumklasse sehr konkurrenzfähiges Auto zur Verfügung.
Ab Herbst 1963 wurde intensiv an acht Werkswagen gearbeitet, von denen vier in Le Mans starten sollten und die vier weiteren für europäische Rallyes vorbereitet wurden. Für beide Zwecke entwickelte Triumph leistungsgesteigerte Motoren; für das 24-Stunden-Rennen von Le Mans erhielten die Spitfires auch stromlinienförmige Karosserien. Zu den größten Erfolgen von Robson zählten ein erster und zweiter Platz in der Klasse in Le Mans 1965 sowie ein erster und zweiter Platz in der Klasse bei der Rallye Coupe des Alpes ebenfalls 1965.
Seit den 1970er Jahren arbeitete Graham Robson als Motorjournalist. Er schrieb für verschiedene Fachzeitschriften und veröffentlicht Bücher, insbesondere über britische Sportwagen. Viele dieser Bücher wurden auch ins Deutsche übersetzt.